# 乞丐皇帝传奇
《乞丐皇帝传奇》是台湾中華電視公司根據明太祖朱元璋即位前传奇故事改編的古装传奇电视剧，全劇共40集，1998年首播，制作人王明克、李南，导演梁凯程，编剧梁凯程。主題曲〈做英雄〉，高枫主唱。片尾曲《花边》，韦嘉主唱；華視2004年播出時片頭曲、片尾曲為張峰奇《寺廟》、《Love》，集數共30集。

## 演员表
- 何家劲 饰 朱重八（朱元璋）（配音：王希华）
- 杨丽菁 饰 硕明霞（明霞郡主）（配音：郑仁丽）
- 李志希 饰 陈友谅（配音：于正升）
- 天心 饰 徐佩瑶（配音：蒋笃慧）
- 宋达民 饰 徐天德（配音：官志宏）
- 苏意菁 饰 马秀英（配音：魏晶琦）
- 叶建飞 饰 汤和（配音：陈进益）
- 丁仰国 饰 常遇春（配音：赵明哲）
- 金少龙 饰 王保保（配音：孙诚）
- 金玉岚 饰 李婉儿（配音：李映淑）
- 张复建 饰 刘伯温（配音：徐建春）
- 邱幼旻 饰 卓玉（配音：李映淑）
- 张永刚 饰 明玉珍（配音：赵明哲）
- 张健 饰 张定远（配音：徐建春）
- 黄达亮 饰 硕王爷（配音：官志宏）
- 刘福山 饰 欧阳一楚（配音：官志宏）
- 王频 饰 元顺帝（配音：徐建春）
- 祁明远 饰 刘福通（配音：徐建春）
- 王亚楠 饰 花云（配音：陈进益）
- 彭博 饰 也先（配音：陈进益）
- 高跃伦 饰 金童（配音：徐建春）
- 王薇 饰 阿拙（配音：魏晶琦）
- 丁君 饰 月娘（配音：郑仁丽）
- 王华 饰 谢翠娥（配音：郑仁丽）
- 宋磊 饰 韩山童（配音：赵明哲）
- 倪增兆 饰 胡大海（配音：赵明哲）
- 孟彪 饰 张定边（配音：陈进益）
- 王明克 饰 郭子兴（配音：官志宏）
- 季军 饰 郭天叙（配音：孙诚）
- 硕王妃（配音：李映淑）
- 邱幼旻 饰 孙大娘（配音：李映淑）
- 郭玉明 饰 贾旺（配音：孙诚）
- 陈龙 饰 辛隆（配音：孙诚）
- 虞桂春 饰 脱脱（配音：赵明哲）
- 蔡文锦 饰 胡麻（配音：官志宏）
- 左百学 饰 周德兴（配音：孙诚）
- 小南瓜 饰 小鱼儿